# Монтиселло (Индиана)
Монтиселло (англ. Monticello) — город и административный центр округа Уайт в штате Индиана в Соединённых Штатах Америки.
Согласно данным переписи населения США 2020 года число жителей города 
составляло 5508 человек, что, для такого небольшого населённого пункта, заметно (2.4%) больше, чем было во время предыдущей переписи проводившейся в 2010 году (5378 человек).

## История
Монтиселло был основан в 1834 году как административный центр округа Уайт, в том же году было открыто почтовое отделение, которое функционирует и по сей день. Город был назван в честь поместья президента Томаса Джефферсона в Виргинии. В 1853 году Монтиселло официально получил статус города.
3 апреля 1974 года на город обрушился мощный торнадо, последствия от которого местная пресса сравнивала со Второй мировой войной.
2 сентября 2005 года почти полностью выгорели производственные цеха компании Jordan Manufacturing, которая производила в Монтиселло садовую мебель (складные стулья, столы, зонты и подушки для сидений и т.п.). Из-за токсичных материалов, используемых при изготовлении этой продукции, четыре городских квартала были сильно загрязнены. Помимо местной пожарной команды с возгоранием боролись расчёты из семи близлежащих общин. Пожар оказал заметное влияние на город, поскольку Jordan Manufacturing было одним из немногих предприятий, оставшихся в городе после рецессии 2000-х годов.
Несколько архитектурных объектов города включены в Национальный реестр исторических мест США.

## География
Согласно данным Бюро переписи населения США, общая площадь Монтиселло составляет 3,686 квадратных мили (9,55 км2), из которых 3,47 квадратных мили (8,99 км2 или 94,14%) — это суша и 0,216 квадратных мили (0,56 км2 или 5,86%) приходится на водную поверхность.